# 프렌치 키스

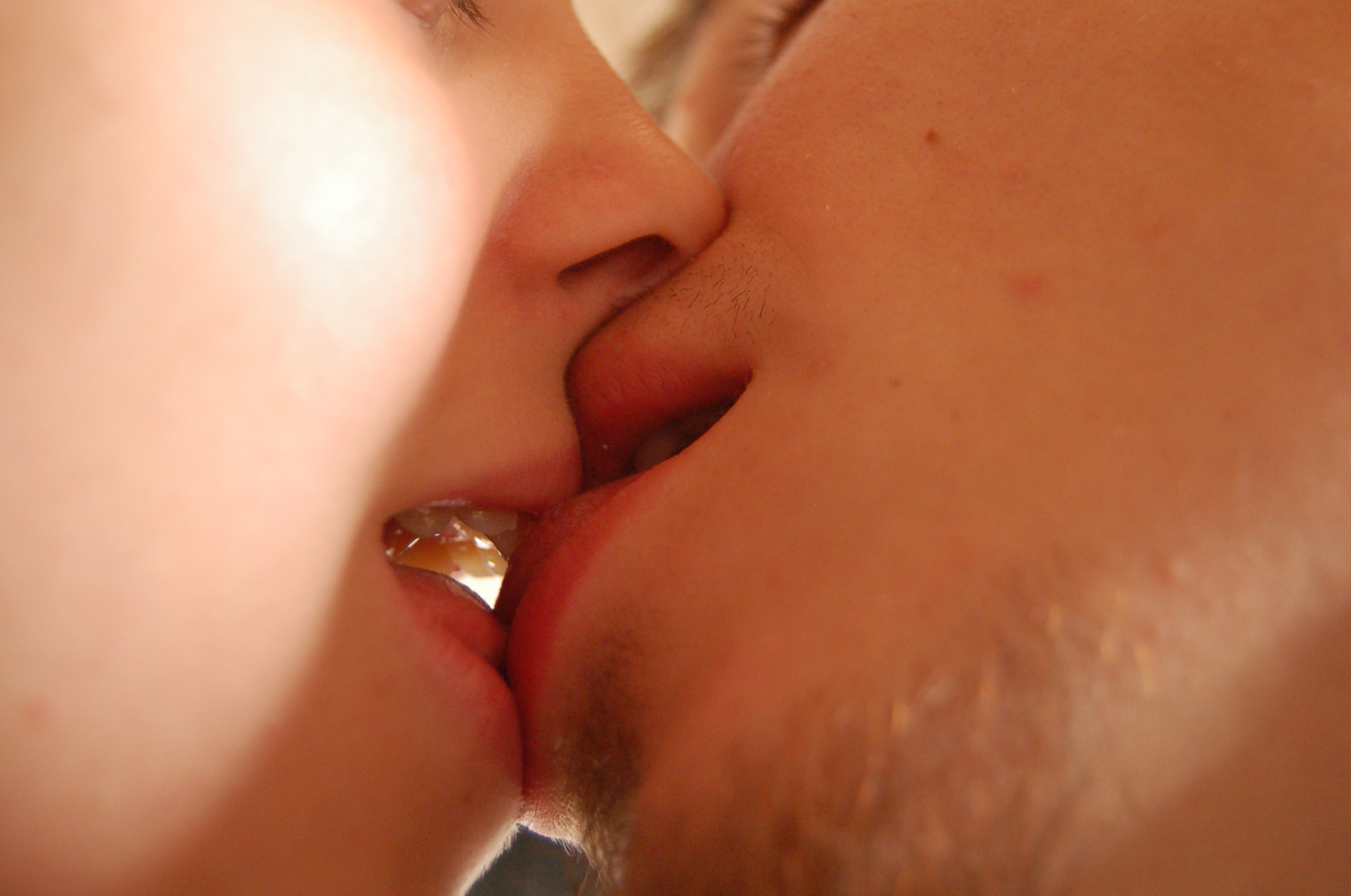
프렌치 키스

프렌치 키스(French kiss)는 혀로 하는 진한 키스이다. 많은 사람들이 이것으로 쾌감을 느낀다. 보통은 남성이 여성의 아랫 입술을 물고, 여자는 남성의 윗입술을 문다. 이 상태에서 서로의 입술을 빨면 자연스럽게 상대방과 타액교환이 가능하다.
많은 사람들이 프렌치 키스를 할 때 혀를 어디다 둘지를 모르는데 보통은 A~Z의 모양을 그리면 된다고 말하고 있다. 혀는 천천히 음미하면서 핥는다. 이때 너무 과격하게 하면 입안에 상처가 날 수 있으니 천천히 움직인다. 만약 상대방의 표정이 좋지 않으면 애무를 한다. 이 혀를 이용한 키스는 매우 많은데 목, 쇄골, 팔, 종아리 등등 모든 곳에는 입술이 머물수 있다.
목은 민감한 부분이기 때문에 상대방의 감정 파악이 매우 중요하다. 만일 상대방이 신음을 내면서 즐기고 있다면, 목을 천천히 핥은 다음, 혀를 이용해 촉촉 소리가 나게 빨고, 머금고, 뱉는다. 이때 혀의 움직임이 매우 중요하다. 목을 자극할 수 있는 또하나의 방법은 입을 목에 대고 숨을 쉬는 건데, 이때는 거칠게 쉬어도 되고 애간장 타게 조금조금씩 쉬어도 된다.
다음은 쇄골이다. 쇄골은 보통 키스 보다는 핥기를 많이 한다. 혀 끝을 뾰족하게 해서 핥아도 되고 살짝 깨물어도 된다.

## 어원
프렌치 키스가 불리게 된 경위는 20세기 초에 영어권에서 프랑스 사람들이 더 모험적이고 열정적인 성 행위로 명성을 얻었기 때문이다. 미국과 영국에서 기원되었다. 정작 프랑스에서는 과거에 baiser Florentin(피렌체 입맞춤)이라고 불렸긴 했지만 현재는 un baiser amoureux(사랑하는 사람의 입맞춤) 또는 혀를 통한 입맞춤(un baiser avec la langue)이라는 표현이 사용된다.

## 같이 보기
- 인간의 성행위
- 구강성교
- 사회주의 형제의 입맞춤